# Куанда
Куанда́ (рос. Куанда) — селище у складі Каларського округу Забайкальського краю, Росія.

## Населення
Населення — 1693 особи (2010; 1614 у 2002).
Національний склад (станом на 2002 рік):
- росіяни — 89 %